# Ansvar
Ansvar er et bestemt aspekt af de relationer man som person har over de personer, hvorom man anerkender at man er "ansvarlig overfor" dem.
Man er i almindelighed ansvarlig overfor mennesker, hvis liv bliver påvirket af ens beslutninger, og desuden overfor overordnede, altså mennesker eller instanser som har tildelt en rolle og i den forbindelse uddelegeret særlige beføjelser og ansvar.
At have ansvar betyder bl.a:
- at man har pligt til at handle på nærmere bestemte måder inden for sit ansvarsområde.
- at man til alle tider er gyldig modtager af spørgsmål og kritik. Hvis spørgsmål eller kritik kommer fra en person eller instans som man er ansvarlig overfor, har man tilmed pligt til at svare relevant og oprigtigt, deraf betegnelsen "ansvar". En ansvarshavende person kan måske uddelegere dele af sine beføjelser og ansvar, men vil stadig kunne drages til ansvar for denne uddelegering - hele mængden af arbejde, beslutninger etc, som er truffet under dette hierarki. Et eksempel på uddelegerende ansvarshavere er ministre, som uddelegerer deres embede til embedsmænd. Disse har således et ansvar overfor hvert deres område og kan uddelegere herfra.
- at man kan have erstatningsansvar, f.eks. hvis ens beslutninger og handlinger har tilføjet andre tab eller skade.
- at man har personligt ansvar for fx egen sundhed.[1]